# Chikage Awashima

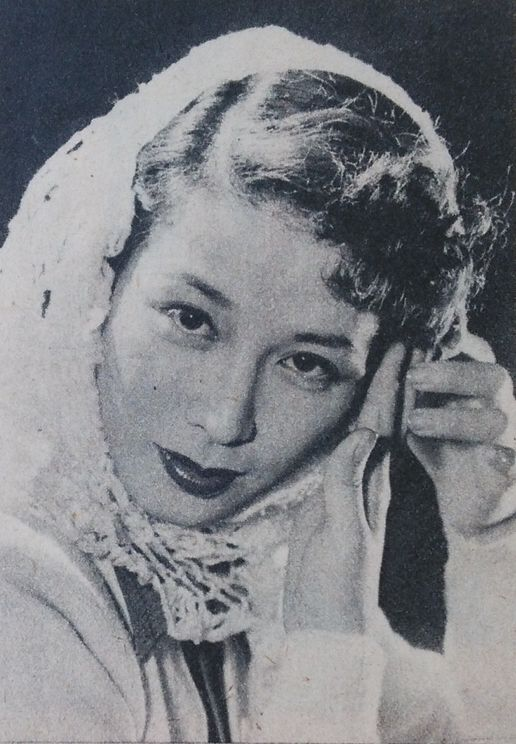
Chikage Awashima, 1952

Chikage Awashima (japanisch 淡島 千景, Awashima Chikage, Kosename: O-Keichan (おけいちゃん); geb. 24. Februar 1924 in Tokio; gest. 16. Februar 2012 in Tokio) war eine japanische Schauspielerin.

## Leben
Awashima begann ihre Laufbahn als weibliche Darstellerin in der Takarazuka Revue, die sie als Spitzendarstellerin 1950 verließ und zum Filmproduzenten Shōchiku wechselte. Sie strahlte gute Laune aus und beeindruckte gleichzeitig durch ihre Darstellungskraft.
Bei Ozu hatte sie, die die unter ihm spielende Michiyo Kogure von der Schule her kannte, zwar nur Nebenrollen, gestaltete diese aber mit großer Sorgfalt.

## Auszeichnungen (Auswahl)
- 1984: Kikuta-Kazuo-Theaterpreis (菊田一夫演劇賞, Kikuta Kazuo engeki shō)
- 1988: Japanische Ehrenmedaille

## Filmografie (Auswahl)
Filme unter Regisseur Ozu Yasujirō sind mit ◎ gekennzeichnet.
- 1950: Ten’ya wan’ya (てんやわんや) – Nach einer Vorlage von Shishi Bunroku.
- 1951: Freie Schule (自由学校, Jiyū gakkō) – Nach einer Vorlage von Shishi Bunroku.
- 1951 Weizenherbst ◎
- 1952 Der Geschmack von grünem Tee über Reis ◎
- 1952 Heute keine Sprechstunde (本日休診, Honjitsu kyūshin) – Nach einer Vorlage von Ibuse Masuji.
- 1955 Ein Ehepaar, glücklich? (夫婦善哉, Meoto Zenzai) – Nach einer Vorlage von Oda Sakunosuke.
- 1956 Früher Frühling ◎
- 1959 Barfuß durch die Hölle (人間の條件, Ningen no jōken) – Nach einer Vorlage von Gomikawa Jumpei.
- 1963 Weiß und Schwarz (白と黒, Shiro to kuro)
- 1983 Inkarnation (化身, Keshin) – Nach einer Vorlage von Jun’ichi Watanabe.
- 1994 Sommerlicher Garten – die Freunde (夏の庭 The Friends, Natsu no niwa: Za Furenzu)

## Fernsehen (Auswahl)
Awashima trat zwischen 1959 und 2011 in zahlreichen Fernseh-Dramen auf, zum Beispiel in:
- NHK Fluss-Drama (NHK大河ドラマ, NHK Taiga dorama)
  - Das Leben einer Blume (花の生涯, Hana no shōgai; 1963)
  - Die Rōnin von Akō (赤穂浪士, Akō rōshi;1964)
  - Eine Woge im Frühling (春の波涛, Haru no hatō; 1985)
- Die Schwestern Makioka (細雪, Sasame yuki) – Nach einer Vorlage von Tanizaki Jun’ichirō, dritte Verfilmung.
- NHK Fortlaufende Morgen-Erzählung (NHK朝の連続テレビ小説, NHK Asa no renzoku terebi shosetsu)
  - Ach Frühling, komme (春よ、来い, Haru-yo, koi; 1994–1995)
  - Imotako Nankin (芋たこなんきん; 2006–2007)